# The motion picture TOUR2009 宇宙一周旅行
「the motion picture TOUR2009 宇宙一周旅行」（ザ・モーション・ピクチャー・ツアー2009 うちゅういっしゅうりょこう）は、吉井和哉のライブDVD。

## 解説
2009年に行われた同名ツアーのファイナル公演、追加公演のZeppツアーよりファイナルのZepp Sendai公演を収録。吉井にとってはこれが初の国立代々木競技場でのライブである。また、初めてサポートメンバーにコーラスが加わった（追加公演は不参加）。タイトルの「the motion picture」は「魔法使いジェニー」の歌詞「T.M.P」にかけている。本作のオープニングに流れる英語風（吉井が雰囲気で録音したもの）のナレーションの意訳に、後から曲をつけたものが『The Apples』収録の「HIGH & LOW」である。初回盤はスリーブケース仕様、スペシャルフォトブックレット付。2012年8月29日にDisc 1と同内容のBlu-ray Discが発売された。

## 収録曲

### DISC1
1. ノーパン
2. フロリダ
3. Biri
4. HOLD ME TIGHT
5. ウォーキングマン
6. ヘヴンリー
7. 20 GO
吉井があるキャラクターを持っているが、モザイク処理されている。
8. 魔法使いジェニー
9. MUDDY WATER
10. ROCK STAR
THE YELLOW MONKEY『jaguar hard pain』収録曲。
11. SNOW
12. シュレッダー
13. ONE DAY
14. 恋の花
『39108』に収録されているものとは歌詞/アレンジが異なっている。
15. TALI
16. ルビー
17. トブヨウニ
18. ビルマニア
19. PHOENIX
20. FOR ME NOW
歌詞の「スーパーマン」を「マイケル・ジャクソン」に替えている。
21. WEEKENDER
22. Shine and Eternity
23. またチャンダラ
24. JAM
THE YELLOW MONKEY「JAM」収録曲

### DISC2
1. ビルマニア
2. 欲望
3. I WANT YOU I NEED YOU
4. ウォーキングマン
5. ヘヴンリー
6. SIDE BY SIDE
7. 20 GO
8. CALL ME
9. BLACK COCK'S HORSE
10. FOR ME NOW
11. 魔法使いジェニー
12. くちびるモーション
13. ONE DAY
14. シュレッダー
15. PHOENIX
16. ノーパン
17. 恋の花
18. ルビー
19. Shine and Eternity
20. FINAL COUNTDOWN
21. またチャンダラ
22. スティルアライヴ

## サポートメンバー
- 日下部正則 - リードギター
- ジュリアン・コリエル（英語版） - リードギター
- 鶴谷崇 - キーボード
- 三浦淳悟 - ベース
- 吉田佳史(TRICERATOPS) - ドラム

DISC1のみ
- 竹本健一 - コーラス
- Yukie - コーラス